# Maurice Malone
Maurice Maximilian Malone (Augusta, 17 agosto 2000) è un calciatore tedesco, attaccante dell'Austria Vienna.

## Carriera

### Club
Malone è cresciuto nel settore giovanile dell'Augusta dove è entrato nel 2008. Nel 2019 è stato promosso nella seconda squadra con cui ha disputato due stagioni in Regionalliga. Nel 2020 è stato prestato al Wehen Wiesbaden con cui ha giocato il suo primo incontro professionistico scendendo in campo in DFB-Pokal contro l'Heidenheim il 13 settembre. Nel corso della stagione si è rivelato un giocatore cardine della squadra, con cui ha giocato 37 incontri e segnato 12 gol.
Rientrato all'Augusta, ha esordito il 7 agosto 2021 in Coppa di Germania contro il Greifswalder prima di partire in prestito all'Heidenheim per tutta la stagione. Il 12 settembre 2019 ha esordito in 2. Bundesliga contro la Dinamo Dresda.
Il 31 luglio 2022 ha trovato il primo gol con la maglia dell'Augusta, sempre in DFB-Pokal, nel successo per 4-0 contro il Lohne. Poco dopo è stato ceduto in prestito al Wolfsberger in Austria.
L'11 agosto 2023 si è trasferito a titolo definitivo al Basilea.

### Nazionale
Ha giocato nelle nazionali giovanili tedesche Under-17, Under-18, Under-19 ed Under-21.

## Statistiche

### Presenze e reti nei club
Statistiche aggiornate al 17 novembre 2023.
| Stagione        | Squadra         | Campionato      | Campionato | Campionato | Coppe nazionali | Coppe nazionali | Coppe nazionali | Coppe continentali | Coppe continentali | Coppe continentali | Altre coppe | Altre coppe | Altre coppe | Totale | Totale | Totale |
| Stagione        | Squadra         | Comp            | Pres       | Reti       | Comp            | Pres            | Reti            | Comp               | Pres               | Reti               | Comp        | Pres        | Reti        | Pres   | Reti   |        |
| --------------- | --------------- | --------------- | ---------- | ---------- | --------------- | --------------- | --------------- | ------------------ | ------------------ | ------------------ | ----------- | ----------- | ----------- | ------ | ------ | ------ |
| 2018-2019       | Augusta II      | RL              | 5          | 4          |                 | -               | -               |                    | -                  | -                  |             | -           | -           | 5      | 4      |        |
| 2019-2020       | Augusta II      | RL              | 18         | 9          |                 | -               | -               |                    | -                  | -                  |             | -           | -           | 18     | 9      |        |
| 2020-2021       | Wehen Wiesbaden | 3L              | 35         | 12         | CG              | 2               | 0               |                    | -                  | -                  |             | -           | -           | 37     | 12     |        |
| ago. 2021       | Augusta         | BL              | 0          | 0          | CG              | 1               | 0               |                    | -                  | -                  |             | -           | -           | 1      | 0      |        |
| 2021-2022       | Heidenheim      | 2L              | 20         | 2          | CG              | 0               | 0               |                    | -                  | -                  |             | -           | -           | 20     | 2      |        |
| ago. 2022       | Augusta         | BL              | 0          | 0          | CG              | 1               | 1               |                    | -                  | -                  |             | -           | -           | 1      | 1      |        |
| 2022-2023       | Wolfsberger     | BL              | 27         | 8          | CA              | 2               | 1               |                    | -                  | -                  |             | -           | -           | 29     | 9      |        |
| 2023-2024       | Basilea         | ASL             | 7          | 1          | CS              | 2               | 2               |                    | -                  | -                  |             | -           | -           | 9      | 3      |        |
| Totale carriera | Totale carriera | Totale carriera | 112        | 36         |                 | 8               | 4               |                    | -                  | -                  |             | -           | -           | 120    | 40     |        |